# Pantenburg
Pantenburg is een plaats in de Duitse deelstaat Rijnland-Palts, en maakt deel uit van de Landkreis Bernkastel-Wittlich.
Pantenburg telt 235 inwoners.

## Bestuur
De plaats is een Ortsgemeinde en maakt deel uit van de Verbandsgemeinde Wittlich-Land.

## Geografie
Pantenburg heeft een oppervlakte van 5 km².

## Verkeer en vervoer
Tot 1981 hielden hier treinen halt van de lijn Wittlich-Daun; het stationsgebouw staat er nog. Door Pantenburg voert de Maar-Moezel fietsroute.